# РТВ Слобомир
РТВ Слобомир била је приватна телевизијска и радио станица са сједиштем у Слобомиру, покрај Бијељине. Била је телевизија локалног карактера, који је властити ТВ програм емитовала са локације Мотајица, као и у локалним кабловским системима у сјевероисточном дијелу Републике Српске. Поред вијести, филмова и серија, окосницу програма чиниле су ауторске емисије.